# Parafia św. Marii Magdaleny w Leginach
Parafia Świętej Marii Magdaleny w Leginach – parafia rzymskokatolicka znajdująca się w archidiecezji warmińskiej, w dekanacie Reszel.